# Warren Ajax
Warren Julius Ajax (Minneapolis, 12 maggio 1921 – Hot Springs, 19 dicembre 2004) è stato un cestista statunitense, professionista nella NBL e nelle leghe indipendenti statunitensi a cavallo fra gli anni '40 e '50.

## Carriera
Giocò per la stagione 1947-1948 con i Minneapolis Lakers, disputando complessivamente 3 partite mettendo a referto 1 punto, vincendo il titolo.
Giocò poi dal 1947 al 1951 nelle leghe indipendenti statunitensi, fra l'altro anche nei Minneapolis Oskey's North Stars, una delle squadre professionistiche più importanti del midwest dell'epoca.